# موزيلا الصين
موزيلا الصين (بالإنجليزية: Mozilla China)‏ (بالصينية: 谋智网络技术有限公司) هي منظمة غير ربحية تهدف إلى تعزيز ونشر منتجات موزيلا في الصين.
تأسست موزيلا الصين في 4 مارس 2005. المنظمة مستقلة عن مؤسسة موزيلا لكنها منتسبة إليها.
يترأس المنظمة لي جونج منجشو لي، اللذان سوف يكونان في اللجنة التوجيهية مع ميتشل بيكر، رئيسة مؤسسة موزيلا.
موزيلا الصين سوف تقوم بعمل نسخة صينية من موقع موزيلا، مقدماً توجيهات تقنية ومعمارية لمطوري موزيلا في الصين.